# عسل‌کش اولا-آی-هاوانه
عسل‌کش اولا-آی-هاوانه (نام علمی: Ciridops anna) گونه‌ای منقرض‌شده از عسل‌کش کوچک هاوایی است. اصطلاح اولا- آی-هاوانه» عبارتی هاوایی است که به «[پرنده‌ی] قرمزی که هاوانه می‌خورد» ترجمه می‌شود. این پرنده تنها از کوه‌های جنگلی مناطق کوهالا، هیلو و کونا در جزیرهٔ ای گزارش شده است. بقایای فسیلی نشان می‌دهد که این پرنده (و حداقل یک گونهٔ نزدیک به آن، Ciridops tenax) نیز زمانی در دیگر جزایر هاوایی وجود داشته است. این گونه به نام آنا دول، همسر سنفورد بی. دول، نام‌گذاری شده است.

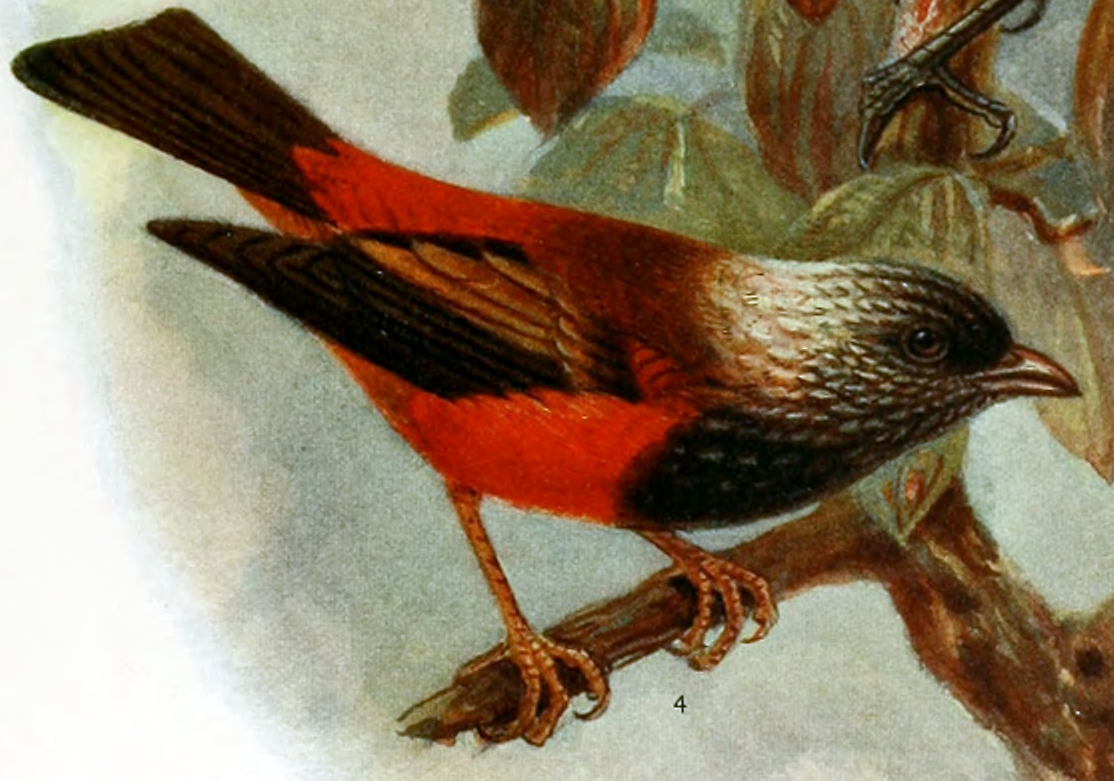
اولا-آی-هاوانه